# Грязев, Василий Петрович
Васи́лий Петро́вич Гря́зев (4 марта 1928, Тула, СССР — 1 октября 2008, Тула) — советский и российский конструктор автоматического артиллерийского и стрелкового вооружения, долгие годы заместитель руководителя — главный конструктор тульского Конструкторского бюро приборостроения.
Герой Социалистического Труда. Лауреат двух Государственных премий СССР и двух Государственных премий РФ. Доктор технических наук, профессор, действительный член Российской инженерной академии и Российской академии ракетно-артиллерийских наук.

## Биография
Василий Петрович Грязев родился 4 марта 1928 года в Туле в семье рабочего в доме № 20 по улице Тимирязева. Мать — Ксения Васильевна Грязева, была младше супруга на 20 лет и умерла в 1930 году. Отец — Петр Ивлиевич Грязев был родом из деревни Изроги. В 1944 году отец умер, и 16-летнему Грязеву опекуном была назначена женщина по имени Вера Ивановна.
В 1945 году поступил в Тульский механический институт на оружейно-пулемётный факультет. Принимал активное участие в факультетском кружке научно-технического творчества. В 1950 году направлен на преддипломную практику на должность техника в Подольский научно-исследовательский институт стрелково-пушечного вооружения авиации (НИИ-61). Через год, окончив институт с отличием, приезжает в Подольск уже на работу. Занимал должности техника, старшего инженера, ведущего инженера, заместителя начальника отдела, главного конструктора. В стенах предприятия подружился с Аркадием Георгиевичем Шипуновым. В течение нескольких лет творческий союз молодых инженеров Грязева и Шипунова выходит на ведущие позиции в институте. Вместе они работают над созданием нового поколения малокалиберных авиационных пушек. В 1962 году Аркадий Шипунов становится руководителем Тульского Конструкторского бюро приборостроения, а Василий Грязев остаётся в Подольске и продолжает работать над образцами авиационного вооружения. В 1965 году на вооружение была принята первая авиационная пушка конструкции Грязева-Шипунова — ГШ-23 с калибром 23-мм и темпом стрельбы до 3200 выстрелов в минуту. Вскоре пушкой ГШ-23 и её модификациями была оснащена практически вся боевая авиация СССР: самолёты МиГ-21, МиГ-23, Як-28, Ил-76, Ту-22М, Ту-95МС, Ан-72П, Ил-102, L-39Z, вертолёты Ка-25Ф и Ми-24ВМ. В том же году на вооружение штурмовика Су-25 и вертолёта огневой поддержки Ми-24П поступила 30-мм двухствольная пушка ГШ-30-2.
В 1966 году по приглашению Аркадий Шипунова Василий Петрович возвращается в Тулу и занимает должность главного конструктора Тульского КБП по стрелково-пушечному вооружению. На новом месте научно-технический талант Грязева раскрылся в полной мере. Обладая глубочайшими знаниями и тонким инженерным чутьём, он во всех своих изделиях воплощал три основных принципа: максимальная скорострельность, лёгкость и высокая военно-экономическая эффективность. В творческом содружестве с Шипуновым им была разработана серия малокалиберного автоматического артиллерийского вооружения для трёх видов Вооружённых сил СССР и России.
Василий Грязев умер в Туле 1 октября 2008 года в возрасте 80 лет. Похоронен с воинскими почестями на аллее славы Смоленского кладбища Тулы.

## Личная жизнь
Супруга — Лидия Михайловна. Старший сын — Борис Грязев, сотрудник КБП. Младший сын — Михаил Грязев (1961—2024), российский ученый, ректор Тульского государственного университета (2006—2021).

## Разработки
Для Военно-воздушных сил:

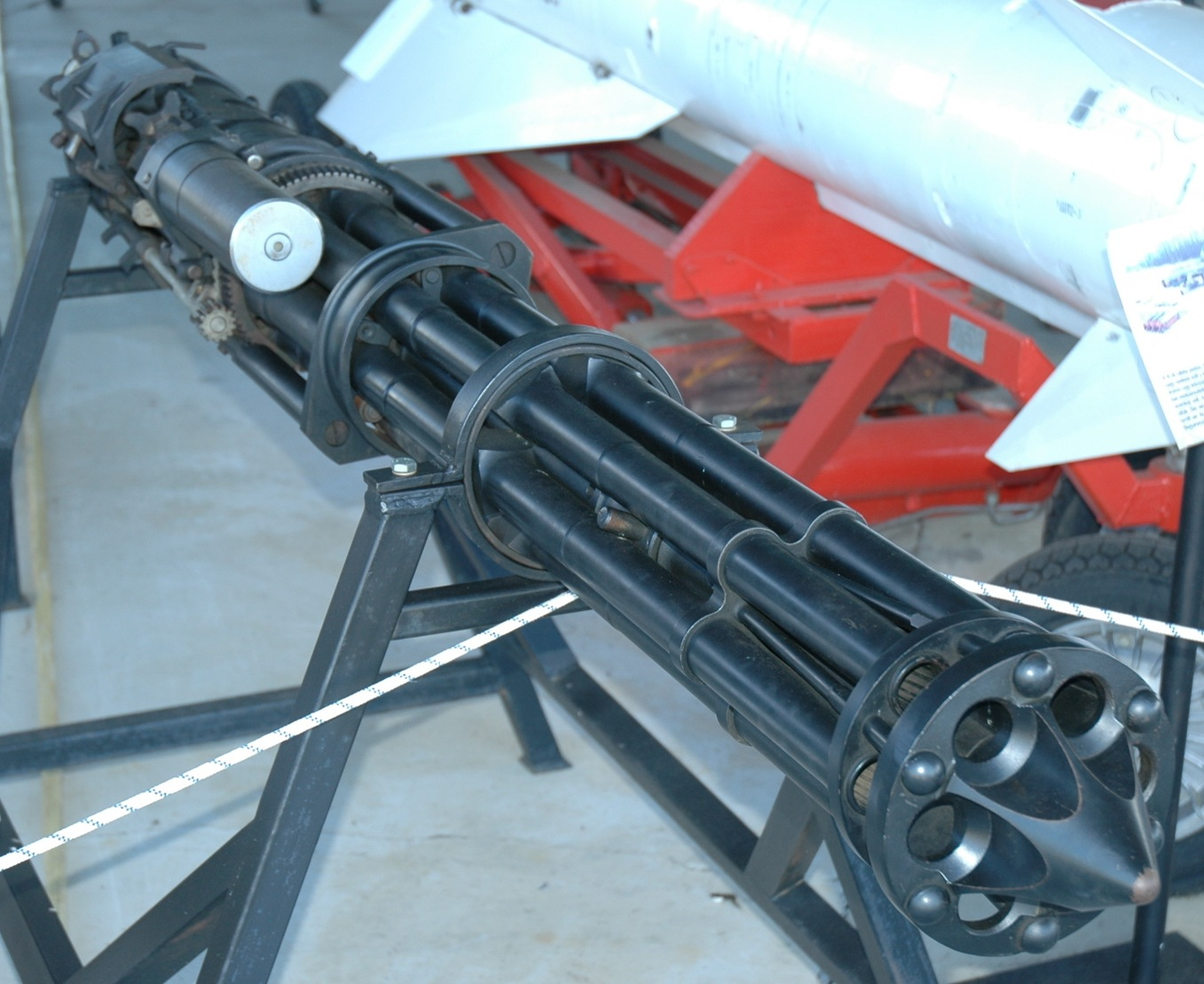
ГШ-6-30

- 7,62-мм четырёхстствольный пулемёт ГШГ-7,62 для вооружения вертолётов;
- 23-мм двуствольная пушка ГШ-23 для вооружения самолётов различных типов и вертолётов;
- 23-мм шестиствольная пушка ГШ-6-23 для самолётов МиГ-31 и Су-24;
- 30-мм одноствольная пушка ГШ-30-1 для самолётов МиГ-29 и Су-27;
- 30-мм двуствольная пушка ГШ-30-2 для самолёта Су-25;
- 30-мм двуствольная пушка ГШ-30К для вертолёта Ми-24П;
- 30-мм шестиствольная пушка ГШ-6-30 для самолёта МиГ-27;

Для Военно-морского флота:
- 30-мм шестиствольный зенитный автомат ГШ-6-30К для корабельного комплекса АК-630;
- 30-мм шестиствольный зенитный автомат ГШ630Л для корабельного комплекса АК-306;
- 30-мм шестиствольный зенитный автомат 6К30ГШ для корабельного зенитного ракетно-пушечного комплекса «Каштан».

Для Сухопутных войск:
- 30-мм одноствольные пушки 2А42 и 2А72 для вооружения боевых машин пехоты (БМП-2 и БМП-3) и десанта (БМД-2 и БМД-3), бронетранспортёра БТР-80 и вертолёта Ка-50;
- 30-мм двуствольный зенитный автомат 2А38 для зенитного ракетно-пушечного комплекса «Тунгуска»;
- стрелково-гранатомётный комплекс A-91 для сил специального назначения;

Жёсткие требования, предъявляемые создателями боевых самолётов, к авиационному вооружению всегда находили удовлетворение, благодаря новым и оригинальным техническим решениям В. П. Грязева. Так, 30-мм пушка ГШ-301, созданная для истребителей МиГ-29 и Су-27, сочетая в себе высокую скорострельность и малые габариты, оказалась ещё и самой лёгкой в своём классе.
В 1984 году за выдающиеся заслуги в области создания новых типов вооружения и укрепления обороноспособности страны, Указом Президиума Верховного Совета СССР Василию Петровичу Грязеву было присвоено звание Героя Социалистического Труда.
В дальнейшем под его руководством были разработаны средства специального назначения для армии, МВД и других силовых ведомств и антитеррористических подразделений: пистолеты-пулемёты ПП-9-М, ПП-93 (АПБ), ПП-90М1, ПП-2000; малогабаритный автомат 9А-91; снайперские винтовки ВСК-94, В-94 и ОСВ-96; автоматические гранатомёты АГС-30 и ЛПО-97; противопехотный ручной гранатомёт 6Г30; пистолеты П-96С, П-96М, ГШ-18; карабины «Беркут». Всего в должности главного конструктора Грязев разработал, сдал на вооружение и поставил на серийное производство 38 образцов оружия и боеприпасов.
Учёный, автор многочисленных трудов в области проектирования и исследования автоматического артиллерийского и стрелкового вооружения, повышении эффективности вооружения, динамики, прочности, живучести и надёжности автоматического оружия. Автор 248 изобретений и 76 научных публикаций. Долгие годы совмещал научно-конструкторскую работу с работой руководителя кафедры «Расчёт и проектирование автоматических машин» Тульского государственного университета, являясь профессором этой кафедры и Почётным доктором Тульского государственного университета.

## Награды и звания
- Герой Социалистического Труда (1984).
- Орден «За заслуги перед Отечеством» 2 степени.[5]
- Орден «За заслуги перед Отечеством» 3 степени.
- Два ордена Ленина (1971, 1984).
- Орден Октябрьской Революции (1976).[6]
- Лауреат Государственных премий СССР (1968, 1976).
- Лауреат Государственных премий РФ (1998, 1999).
- Лауреат премий им. С. И. Мосина (1966, 1975, 1981, 1986).
- Лауреат премии Правительства Российской Федерации в области образования (2007).[7]
- Почётный гражданин Тулы и Тульской области (2003).